# Kleinarmenien

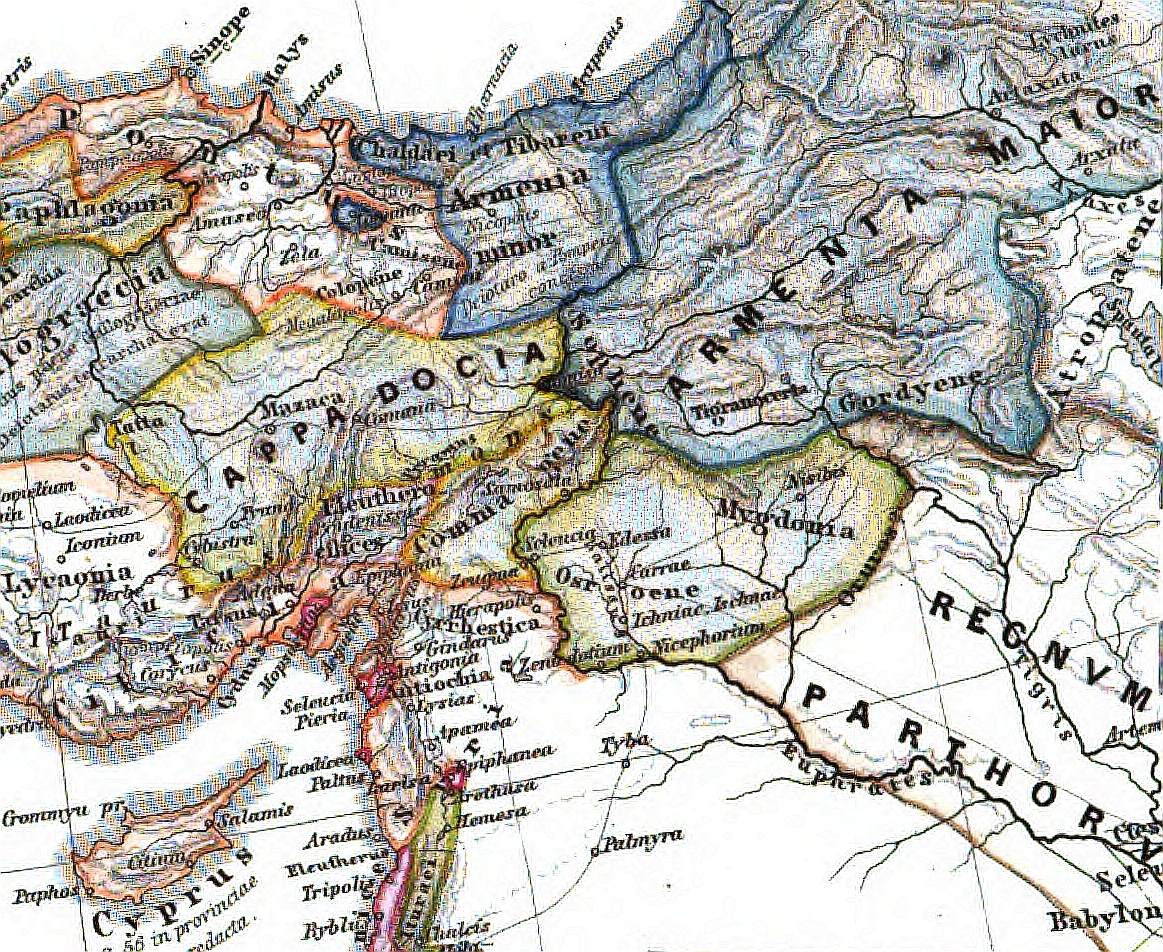
Kleinarmenien zur Römerzeit mit der Hauptstadt Nikopolis

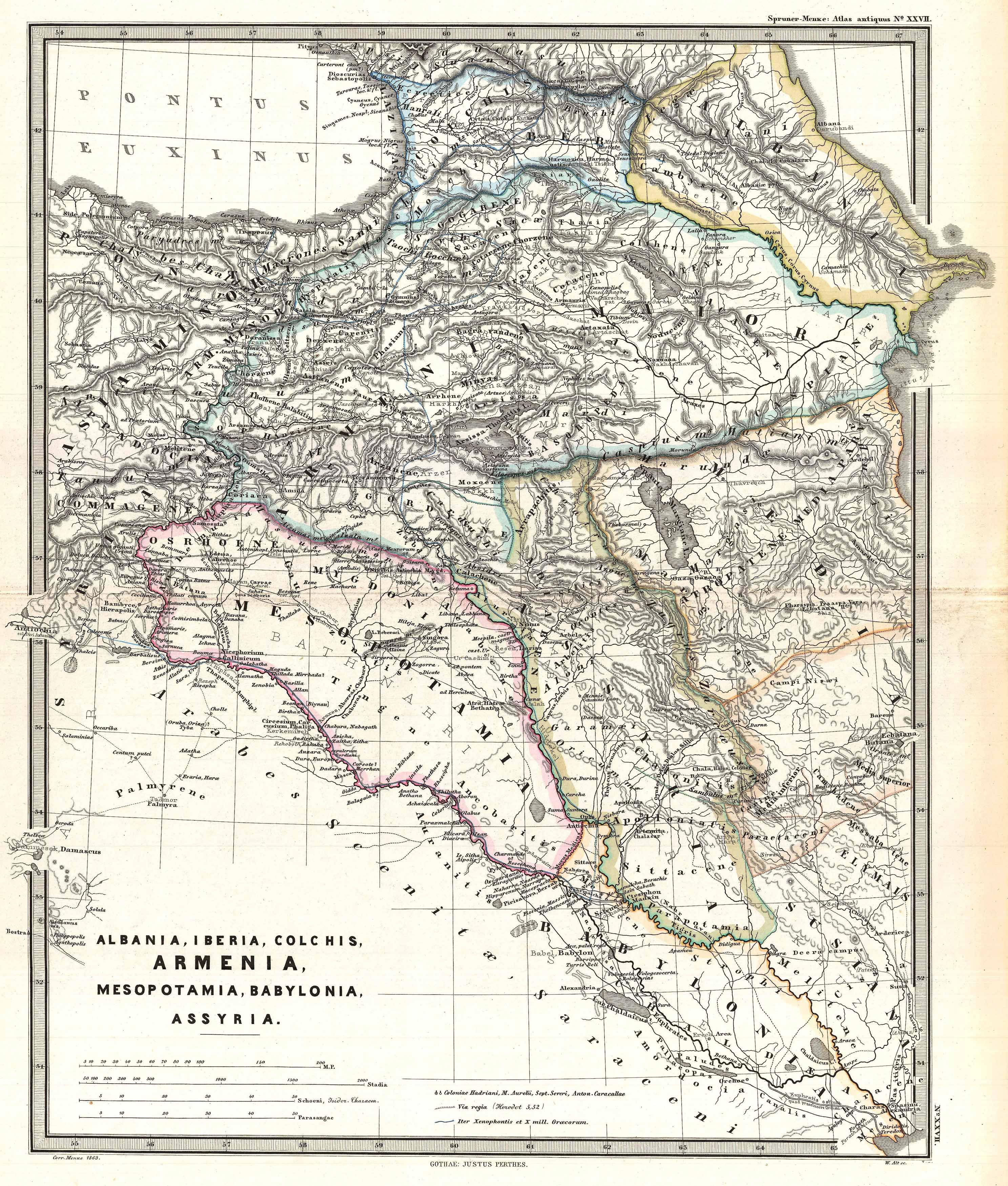
Genauere Karte der Region

Kleinarmenien (armenisch Փոքր Հայք Pokr Hayk, lateinisch Armenia Minor) ist ein ehemals von Armeniern besiedelter antiker Landstrich am Schwarzen Meer in Nordostanatolien, der im Südosten von Großarmenien durch den oberen Euphrat getrennt wird. Er grenzt im Westen und Süden an die historischen Regionen Pontos und Kappadokien, im Nordosten an Kolchis und Iberien im Kaukasus.

## Geschichte
Der antike Geograph Strabon beschreibt diese westarmenische Region als „ein ziemlich gesegnetes Land“, durchzogen von wohlbewässerten und waldreichen Bergketten. Wie Strabon erwähnt, soll Mithridates VI. Eupator das Land, in dem er 75 Bergfestungen angelegt hatte, in seinem Kampf gegen die vordringenden Römer als Rückzugsgebiet genutzt haben. Der römische Feldherr Pompejus gründete hier an einer wichtigen Wegkreuzung den Hauptort Nikopolis – in der Nähe des heutigen Suşehri in der Provinz Sivas –, und bevölkerte ihn mit Veteranen und Landbewohnern aus der Gegend. Eine weitere wichtige Stadt Kleinarmeniens war Satala.
In hellenistischer Zeit war Kleinarmenien ein unabhängiges Königreich. Nachdem es zum Imperium Mithridates’ VI. von Pontos gehört hatte, überließen die Römer die Herrschaft über das Land verschiedenen Klientelkönigen, die hierfür (wie Deiotaros) entweder neu erhoben wurden oder als „Freunde Roms“ bereits ein anderes Gebiet regieren durften (siehe Herrscherliste). Auf eine Zeit direkter römischer Kontrolle (ab 17. n. Chr.) erfolgte so im Jahre 38 n. Chr. die Ernennung eines der thrakischen Königsdynastie entstammenden Prinzen namens Kotys (IX.) zum König von Kleinarmenien. Kotys wird von dem jüdischen Geschichtsschreiber Flavius Josephus als einer der Teilnehmer an einem Treffen von sechs nahöstlichen Klientelkönigen im galiläischen Tiberias erwähnt, das um 42/43 n. Chr. stattfand. Er bemühte sich 47 n. Chr. – allerdings vergeblich – darum, auch König des östlich angrenzenden Großarmeniens zu werden und auf diese Weise beide Teile Armeniens zu vereinigen. Von 54 bis 71/72 n. Chr. wurde Kleinarmenien von Aristobulos, einem Urenkel des jüdischen Königs Herodes des Großen, und dessen Ehefrau Salome regiert. Es sind mehrere Münzen mit Bildnissen und Inschriften von Aristobulos und Salome als Königspaar von Kleinarmenien erhalten.
Im Jahre 72 gliederten die Römer Kleinarmenien der 17. n. Chr. geschaffenen Provinz Cappadocia an. Kleinarmenien wird in der Literatur manchmal irrtümlich mit Kilikien oder dem Königreich Kleinarmenien gleichgesetzt.

## Königsliste
- Mithridates (um 179 v. Chr.)
- Mithridates Euergetes (133–129 v. Chr.)
- Sisis (?)
- Antipatros (bis ca. 107 v. Chr.)

- Mithridates (VI.) von Pontos (ca. 107–66 v. Chr.)

- Deiotaros (63/62–47 v. Chr.)

- Ariobarzanes (III.) von Kappadokien (47–42 v. Chr.)
- Polemon (I.) von Pontos (34/33 bis nach 31 v. Chr.)

- Artavasdes (II.) von Media Atropatene (nach 31 bis 20 v. Chr.)

- Archelaos von Kappadokien (20 v. bis 17. n. Chr.)

- Kotys (38 bis vor 54)
- Aristobulos (54–71/72)